# کوه بارد (آلاسکا)
کوه بارد (به انگلیسی: Bard Peak) یک کوه در ایالات متحده آمریکا است که در Chugach National Forest واقع شده‌است. کوه بارد ۱٬۱۷۳٫۴۹ متر بالاتر از سطح دریا واقع شده‌است.